# 열복사
열복사(熱輻射, thermal radiation)는 열이 전자기파의 형태로 운반되거나 물체가 전자파를 방출하는 현상을 말한다. 즉, 직접 열을 쏘아보내는 것을 뜻하며, 사람들이 모여 있을 경우 그 열로 따뜻해지는 것과 라이에이터 기기처럼 앞에 가면 순식간에 따뜻해지는 현상과 관련된 용어이며, 열 전달 개념으로서 전도와 대류와 함께 사용한다.
열을 전달하는 방법은 크게 분류해서 다음의 두가지가 있다.
1. 열전도, 열대류
2. 열복사

열전도는 물체가 직접 맞닿아있음으로, 열대류는 공기를 매개로 하여 간접적으로 열을 전달한다. 두 경우 모두 열은 열진동으로 전해진다. 이에 반해, 열복사는 열원이 전자파를 내보내고 대상이 이를 흡수함으로써 열이 전해진다. 이러한 방법으로, 두 물체의 사이에 매개물질이 없는 진공 상태에서도 열이 전달될 수 있다. 지구가 태양으로부터 열을 얻는 것은 열복사의 대표적인 예이다.

## 개요
사람이 난로에서 불을 쬐고 있을 때 사람과 난로 사이에 판자 등의 차폐물을 놓으면 따뜻한 기운이 감소된다. 난로는 공기의 대류에 의해서 방 전체를 따뜻하게 하지만, 앞의 예에서 알 수 있는 바와 같이 그와 동시에 난로에서 직접 열이 이동해 오기도 한다. 이와 같이 열을 전달하는 매질이 없더라도 고온의 물체에서 저온의 물체로 직접 열이 이동하는 현상을 열의 복사라고 한다. 또한 복사에 의해서 운반되는 열을 복사열이라고 한다. 열의 복사는 우주 공간처럼 거의 진공 상태인 곳에서도 일어난다. 태양의 열이 지구에 도달하는 것은 열의 복사에 의한 것이다. 고온의 물체는 그 온도에 따른 성질의 열복사선을 내고 있어서, 이 열복사선을 쬐면 따뜻하게 느낀다. 열복사선은 눈에는 보이지 않는 적외선이라는 일종의 전자파로서 태양, 이글거리는 숯, 전열기의 니크롬 선이나 사람의 몸에서도 나오고 있다.

## 전자기파의 방사
금속을 가열하면 붉게 빛나기 시작한다. 이것은 가열되는 물체로부터 적색의 빛(전자기파)이 나오는 것이다. 붉은 빛은 비교적으로 저온으로, 물체가 고온이 됨에 따라 청색빛으로 변한다. 물체로부터 방사하는 빛의 스펙트럼은 온도에 따라 결정된다. (→빈의 변위법칙）

## 열복사의 이론
온도 Ts, 표면적 A2, 복사율 ε2인 물체가 열복사시에 방출하는 열량은 아래 식과 같다. 이 때, 주변 벽면은 표면적 A1, 복사율 ε1, 온도 Ta이다.)
{\displaystyle P={{\sigma } \over ({{{1} \over \epsilon _{2}}+{{A_{2}} \over {A_{1}}}(1/\epsilon _{1}-1)})}A_{2}(T_{s}^{4}-T_{a}^{4})}
σ：슈테판-볼츠만 상수=5.67×10-8 W m-2 K-4
A2<<A1인 경우, 즉 무한공간에 열이 퍼져나가는 경우는 다음과 같다.
{\displaystyle P=\sigma \epsilon _{2}A_{2}(T_{s}^{4}-T_{a}^{4})}
슈테판-볼츠만 상수는 아주 작은 수로서, 온도가 낮을 경우 열복사되는 열량은 매우 적게 된다.
아울러 몇몇 유명한 물체에 대한 복사율 ε은 흑체를 1로 할 경우 다음과 같다.
- 알루미늄　　0.02－0.1
- 철(산화면)　0.5-0.9
- 고무　　　　0.95
- 세라믹　　　0.95

## 같이 보기
- 흑체
- 방사선